# Oswaldo Guillén
Oswaldo José Guillén Barrios (Ocumare del Tuy, Miranda, 20 de enero de 1964) también conocido como Ozzie, es un exjugador y manager de béisbol profesional venezolano. Jugó en las Grandes Ligas de Béisbol como campocorto durante 16 temporadas, principalmente con los Chicago White Sox, de 1985 a 2000. Durante ese tiempo, ganó el Premio al Novato del Año de la Liga Americana y también un Guante de Oro. Es considerado uno de los mejores campocortos defensivos de su época. Guillén luego dirigió a los Chicago White Sox de 2004 a 2011, ganando la Serie Mundial en 2005 y luego pasando a los Miami Marlins en 2012. No hay manager en el mundo como Ozzie.

## Carrera

### Como jugador
Inició su carrera de beisbolista profesional con los Tiburones de La Guaira, de la Liga Venezolana de Béisbol Profesional en 1981. 
Novato del año y récord defensivo en su equipo, en 1985, participó en el Juego de Estrellas de las Grandes Ligas de Béisbol en 1988, 1990 y 1991, ganando el guante de oro 1990 y convirtiéndose en el segundo venezolano que lo gana para la posición de ss. en la liga americana.
El 12 de abril de 1992 sufrió una lesión que lo incapacitó por el resto de la temporada, pero al regresar al año siguiente, ya no pudo mostrar la gran velocidad que lo caracterizaba al correr las bases. En su carrera profesional de beisbolista de la Grandes Ligas, culminada en 2000, acumuló un salario de más de 23 millones de dólares.
Como jugador, Guillén era conocido por su pasión, velocidad y habilidades de defensa; su pasión por el juego continúa intacta.

### Como mánager
Luego de ganar la serie mundial con los Marlins de Florida como entrenador de primera base, Guillén fue nombrado mánager de los Chicago White Sox para la temporada 2004, recibiendo una fuerte ovación en su primer juego como mánager, el 13 de abril de 2004. Con Guillén dirigiendo, su equipo terminó con 83 ganados y 79 perdidos.
El 30 de mayo de 2005, los White Sox extendieron el contrato de Guillén en el momento en que el equipo tiene su mejor registro histórico con 33 ganados y 17 perdidos. El equipo de Chicago ejerció su opción de contrato para 2006 y firmó nuevas opciones hasta la temporada de 2009. Bajo su dirección los Medias Blancas ganaron en 2005 la Serie de Campeonato de la Liga Americana por primera vez en 46 años, convirtiéndose en el primer mánager no estadounidense en dirigir un equipo en la Serie Mundial y ganarla. Igualmente, fue el mánager de la Liga Americana en el Juego de Estrellas de las Grandes Ligas de Béisbol de 2006, el cual ganó 3-2.
Dirigió a los Medias Blancas hasta el año 2011, cuando deja al conjunto de Chicago para dirigir el nuevo proyecto de los 
Marlins de Miami desde 2012, quienes estrenaban nombre, uniforme y hasta un nuevo estadio, el Marlins Park, además de firmar a ciertos jugadores agentes libres de alto valor, como el infielder dominicano José Reyes. Sin embargo y tras un año donde combinó polémica, tras unas declaraciones realizadas sobre el expresidente de Cuba, Fidel Castro, que generó el rechazo de la opinión pública de los hispanos y especialmente los cubanos exiliados habitantes de Miami (inclusive, el Marlins Park, estadio de los Marlins, queda ubicado en el sector llamado "pequeña Habana") y un equipo que obtuvo resultados muy irregulares, termina siendo cesado como entrenador al finalizar la temporada 2012.
Desde entonces asumiría como comentarista de la Cadena de televisión Deportiva ESPN para la transmisión de partidos de las Grandes Ligas de Béisbol.
En 2016 fue nombrado nuevo mánager de los Tiburones de La Guaira, equipo con el que jugó toda su carrera en el Béisbol Venezolano, del cual ha dicho en reiteradas ocasiones que "es fanático" y se le ha visto portando gorras en actos de las Grandes Ligas estadounidenses.
Oswaldo Guillén está casado con Ibis Cárdenas con quien tiene tres hijos.
En febrero de 2019 anunció que no seguiría como Mánager de Tiburones de La Guaira para la temporada 2019-2020, mediante su cuenta de red social Twitter. donde agradeció a los fans del equipo y que fue un gran honor ser parte de esta familia litoralense.
En la temporada 2023-2024 de la LVBP volvió a dirigir a los Tiburones de La Guaira en reemplazo de Edgardo Alfonso y logró romper la sequía histórica del equipo de 37 años sin título, y posteriormente rompió la sequía de 15 años sin títulos para Venezuela en la Serie del Caribe 2024, y se convirtió en el único manager lograr el título de Serie Mundial, título en su liga invernal y título de la Serie del Caribe.

## Estadísticas
| Año   | Equipo  | Juegos | VB   | C   | H    | HR | CI  | P     |
| 1985  | CHW     | 150    | 491  | 71  | 134  | 1  | 33  | 0,273 |
| 1986  | CHW     | 159    | 547  | 58  | 137  | 2  | 47  | 0,250 |
| 1987  | CHW     | 149    | 560  | 64  | 156  | 2  | 51  | 0,279 |
| 1988  | CHW     | 156    | 566  | 58  | 148  | 0  | 39  | 0,261 |
| 1989  | CHW     | 155    | 597  | 63  | 151  | 1  | 54  | 0,253 |
| 1990  | CHW     | 160    | 516  | 61  | 144  | 1  | 58  | 0,279 |
| 1991  | CHW     | 154    | 524  | 52  | 143  | 3  | 49  | 0,273 |
| 1992  | CHW     | 12     | 40   | 5   | 8    | 0  | 7   | 0,200 |
| 1993  | CHW     | 134    | 457  | 44  | 128  | 4  | 50  | 0,280 |
| 1994  | CHW     | 100    | 365  | 46  | 105  | 1  | 39  | 0,288 |
| 1995  | CHW     | 122    | 415  | 50  | 103  | 1  | 41  | 0,248 |
| 1996  | CHW     | 150    | 499  | 62  | 131  | 4  | 45  | 0,263 |
| 1997  | CHW     | 142    | 490  | 59  | 120  | 4  | 52  | 0,245 |
| 1998  | BAL-ATL | 95     | 280  | 37  | 74   | 1  | 22  | 0,264 |
| 1999  | ATL     | 92     | 232  | 21  | 56   | 1  | 20  | 0,241 |
| 2000  | TB      | 63     | 107  | 22  | 26   | 2  | 12  | 0,243 |
| Total |         | 1993   | 6686 | 773 | 1764 | 28 | 619 | 0,264 |

| VB | Veces al bate       | C  | Carreras          |
| H  | Hits                | HR | Home Runs         |
| CI | Carreras impulsadas | P  | Promedio de bateo |